# Církevní archeologie

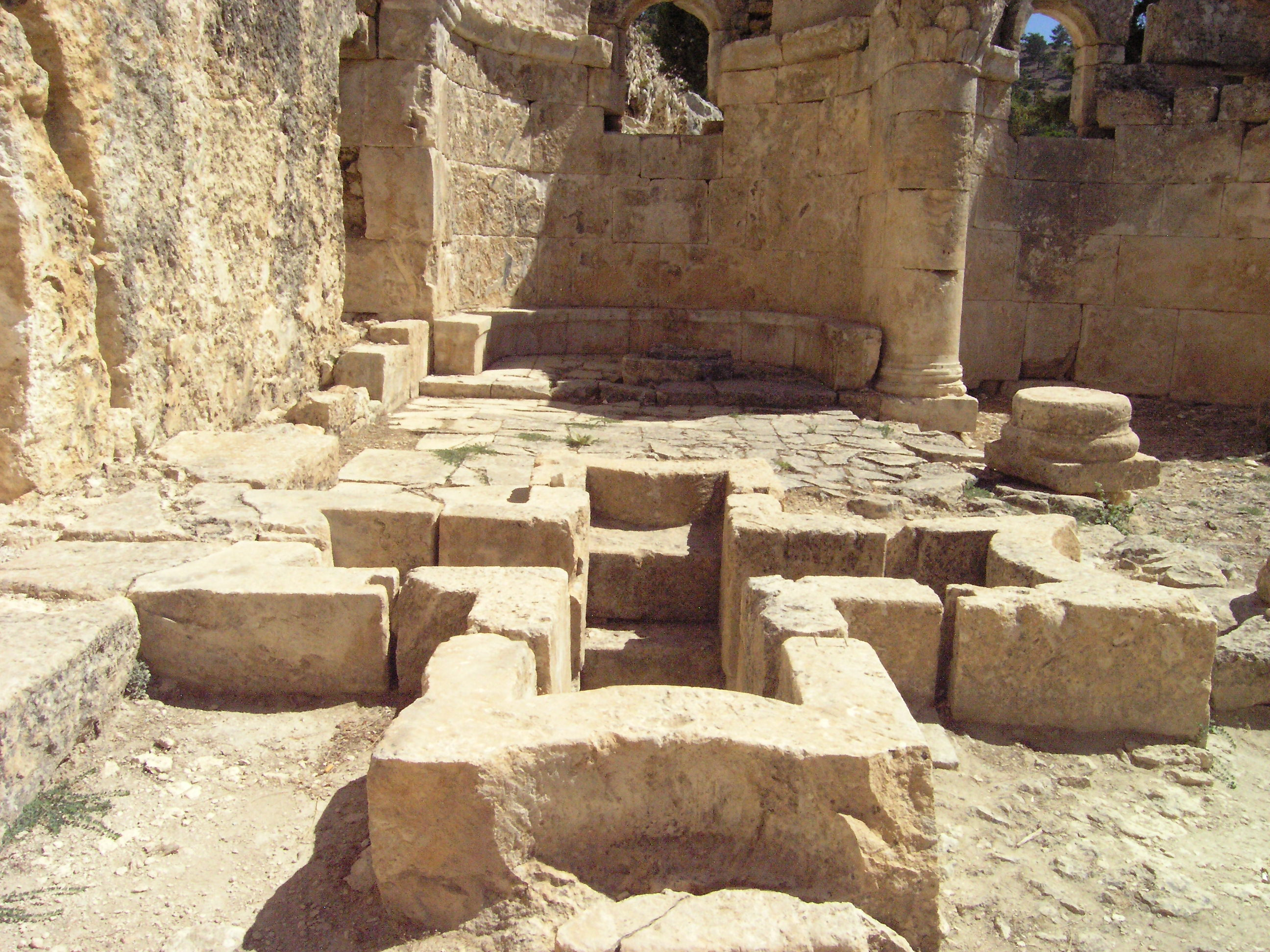
Alahan "Klášter", raně byzantský, poutní komplex v Turecku (provincie Mersin),

Církevní archeologie (křesťanská archeologie) je podoborem archeologie. Zabývá se hmotnými prameny souvisejícími s působením křesťanství. Jejím cílem je na základně poznání těchto hmotných památek (kostelů, bazilik, katedrál, kaplí, rotund, ale i liturgických nádob či předmětů, textilií užívaných církevními hodnostáři apod.), poznat středověkou a novověkou společnost.
Na území ČR je zájem o tuto problematiku chronologicky vymezen raným středověkem (období velkomoravské), ale v jižní Evropě a na Blízkém Východě jsou zkoumány památky mnohem starší.
V českém akademickém prostředí není obor institucionálně zastoupen. Například v sousedním Německu obor křesťanská archeologie existuje ve dvou hlavních variantách, většinou na teologických fakultách. První varianta se zabývá sakrálními stavbami a křesťanským uměním od samého počátku křesťanství (od pozdní antiky) do konce středověku, případně až do současnosti (např. Humboldtova univerzita v Berlíně). Druhou možností je propojení předmětu s dějinami umění Byzance, kdy je chronologický rozsah předmětu zpravidla ukončen polovinou 15. století. Takto vyčleněný obor již nemusí být obsahově vymezený a může tak pouze navazovat na klasickou archeologii.